# Rímá bintu Bandar Ál Saúd
Rímá bintu Bandar bin Sultán bin Abd al-Azíz Ál Saúd (arabsky ريما بنت بندر بن سلطان بن عبد العزيز آل سعود‎ 15. února 1975 Rijád) je saúdskoarabská princezna, podnikatelka obchodující s luxusním zbožím a od 23. února 2019 velvyslankyně Saúdské Arábie ve Spojených státech amerických.

## Život
Rímá se narodila v rodině Bandára bin Sultána a Haify bintu Fajsal. Její dědeček z otcovy strany je bývalý korunní princ Sultan. Po matce je pravnučkou Ibn Saúda, zakladatele moderní Saúdské Arábie. Jejími prarodiči z matčiny strany byli král Fajsal, syn Ibn Saúda, a královna Iffat, která se narodila turecké matce a saúdskému otci.
Je jedním z osmi dětí. Dva z jejích sourozenců jsou také členy vlády: Chalíd bin Bandar bin Sultan Ál Saúd je saúdskoarabským velvyslancem ve Spojeném království a Faisal bin Bandar bin Sultan Ál Saúd je předsedou Saúdskoarabské federace pro elektronické a intelektuální sporty (SAFEIS).
Mnoho let od dětství trávila ve Spojených státech, kde byl její otec v letech 1983–2005 saúdskoarabským velvyslancem. Studovala na soukromé Univerzitě George Washingtona ve Washingtonu humanitní vědy v Columbian College of Arts and Sciences, kde dosáhla bakalářského titulu v oboru umění a muzejnictví. Dále byla na stáži v Paříži v Institutu arabského světa a ve washingtonské galerii Arthur M. Sackler Gallery of Art, pobočce Smithsonova institutu pro arabské umění. Externě spolupracovala s kurátorem Fieldova muzea v Chicagu (Field Museum of Natural History) při přípravě výstavy umělecké sbírky své matky „Haifa Faisal Collection“.

### Kariéra
- Princezna Rímá je obhájkyní ženských práv v ultrakonzervativní saúdské monarchii, kde ženy nemohou mj. cestovat bez svolení manžela nebo sportovat. Podle místních duchovních nebyla žena pro sport stvořena a pohyb jí může uškodit.[1] Do roku 2015 zde ženy neměly volební právo, do roku 2018 nemohly řídit auto.
- Aktivně sportuje a podporuje sportování žen arabského světa. Je členkou Mezinárodního olympijského výboru. V květnu 2012 vedla skupinu saúdských žen do základního tábora na Mount Everestu ve výšce 5364 metrů. Výstup byl součástí kampaně, která měla rozšířit povědomí o rakovině prsu.[2]
- Je členkou několika charitativních organizací, například Panthera Corporation na ochranu kočkovitých šelem v přírodě.
- Od 23. února 2019 zastává úřad velvyslankyně Saúdské Arábie ve Spojených státech amerických.